# Adriana Lecouvreur (film, 1955)
Pour les articles homonymes, voir Adrienne Lecouvreur (homonymie).
Pour plus de détails, voir Fiche technique et Distribution.
Adriana Lecouvreur est un film italien réalisé par Guido Salvini et sorti en 1955.

## Fiche technique
Sauf indication contraire, les informations mentionnées dans cette section peuvent être confirmées par la base de données cinématographiques IMDb,  présente dans la section « Liens externes ».
- Titre original italien : Adriana Lecouvreur[1]
- Réalisateur : Guido Salvini
- Scénario : Giuseppe Di Martino (it), Guido Salvini
- Photographie : Leonida Barboni
- Montage : Dolores Tamburini (it)
- Décors : Ettore Billibio, Veniero Colasanti
- Costumes : Carla Jacobelli
- Musique : Renzo Rossellini
- Producteurs : Guido Salvini
- Sociétés de production : Rizzoli Film, Salvini Films
- Pays de production :  Italie
- Langue de tournage : italien
- Format : Noir et blanc - 1,37:1 - Son mono - 35 mm
- Durée : 100 minutes (1h40)[1]
- Genre : Biographie
- Dates de sortie :
  - Italie : 11 août 1955

## Distribution
- Valentina Cortese : Adrienne Lecouvreur (Adriana Lecouvreur en VO)
- Gabriele Ferzetti : Maurice de Saxe (Maurizio di Sassonia en VO)
- Olga Villi : Duchesse de Bouillon
- Annibale Ninchi : Duc de Bouillon
- Memo Benassi : Michonnet
- Leonardo Cortese : Le Comte de Chazeul
- Valeria Valeri : La Duclos
- Monica Vitti
- Carlo Tamberlani
- Bianca Maria Fusari
- Carlo D'Angelo
- Carlo Lombardi
- Franco Mezzera
- Mario Addobbati
- Mario Altamura
- Tullio Ambrosino
- Franco Castellani
- Anita Del Bufalo
- Renato Malavasi
- Isabella Peroni
- Isa Querio